# Glossosoma excitum
Glossosoma excitum là một loài Trichoptera trong họ Glossosomatidae. Chúng phân bố ở miền Tân bắc.